# Bracon unimaculatus
Bracon unimaculatus är en stekelart som beskrevs av Szepligeti 1913. Bracon unimaculatus ingår i släktet Bracon och familjen bracksteklar. Inga underarter finns listade.